# Hostějov
Hostějov település Csehországban, a Uherské Hradiště-i járásban. Hostějov Újezdec, Osvětimany, Syrovín és Žeravice településekkel határos. Lakosainak száma 40 fő (2024. január 1.).

## Népesség
A település lakosságának változását az alábbi diagram mutatja:
| Lakosok száma | 110  | 99   | 112  | 98   | 64   | 37   | 41   | 43   | 46   | 40   |
|               | 1869 | 1890 | 1921 | 1950 | 1980 | 2001 | 2017 | 2019 | 2022 | 2024 |